# Рютин, Мартемьян Никитич
Мартемья́н Ники́тич Рю́тин (1 (13) февраля 1890, д. Верхнее Рютино, Балаганский уезд, Иркутская губерния, Российская империя — 10 января 1937, Москва, СССР) — советский политический и партийный деятель, один из тех, кто пытался организовать сопротивление Сталину. Кандидат в члены ЦК ВКП(б) (1927—1930).

## Ранние годы и революция
Родился 13 февраля 1890 года в семье крестьянина Никиты Павловича Рютина, деревенского плотника. По национальности русский. Попав в 13-летнем возрасте в Иркутск, работал на кондитерской фабрике Карматских, потом «мальчиком» в мелочной лавке.
В 1908 году окончил Иркутскую учительскую семинарию. В 1912 году, ещё не имея формальной связи с партией, создал марксистский кружок.
В октябре 1914 года вступил в РСДРП. В годы Первой мировой войны окончил Иркутскую школу прапорщиков, служил в Харбине.
В 1917 году — председатель Совета рабочих и солдатских депутатов Харбина, председатель Харбинского комитета РСДРП(б). Редактор журнала «Борьба». Предпринял неудавшуюся попытку установить в городе советскую власть. В декабре 1917 года из-за преследования китайских властей бежал в Иркутск.
В 1918 году — командующий войсками Иркутского военного округа. Заместитель председателя Иркутского губисполкома.
В 1919 году — председатель Иркутского губисполкома, член Новониколаевского ревкома.
В 1920—1921 годах — председатель президиума Иркутского губкома РКП(б). Участник подавления Кронштадтского восстания.
С декабря 1923 по февраль 1924 года — ответственный секретарь Дагестанского областного комитета РКП(б).

## Борьба с оппозицией
В марте 1924 года был переведён в Москву на должность заведующего агитационно-пропагандистским отделом МК. В 1925 году — секретарь Краснопресненского райкома партии.
В 1924—1927 годах активно поддерживал Сталина в борьбе с Троцким и его сторонниками, с «новой» и объединённой оппозицией. Александр Бармин вспоминал:

Один из секретарей райкомов Москвы по фамилии Рютин предложил создать боевые группы, вооруженные дубинками и свистками, которые должны были заглушать выступления ораторов от оппозиции. Другие группы боевиков по приказу ЦК должны были разгонять неофициальные собрания членов партии.
В декабре 1927 года на XV съезде ВКП(б) большую часть своего выступления Рютин посвятил оппозиции, охарактеризовав её в соответствии с партийными установками как «социал-демократический уклон»:

Если на одну чашку весов положить ваши заслуги перед партией и перед рабочим классом, а на другую чашку весов всё, что вы натворили и наблудили за эти два года, вторая чашка весов стукнет, — она перетянет, и в расчётах с вами давным-давно стёрты с доски, с доски истории все ваши заслуги перед рабочим классом… Троцкизм и ленинизм вместе жить не могут, это — несоединимые элементы. Поэтому выбирайте: либо троцкизм, но вместе с Троцким — за воротами партии, либо ленинизм, тогда оставьте троцкистскую систему взглядов за воротами партии.
На этом съезде он был избран кандидатом в члены ЦК ВКП(б).

## Переход в оппозицию
В 1928 году Рютин, как и многие московские партработники, не принял сталинскую политику в деревне и методы индустриализации страны и поддержал правую оппозицию. Был смещён с должности секретаря бюро райкома и выведен из состава бюро Московского обкома ВКП(б). В отличие от лидеров оппозиции, после их поражения не отрёкся от своих взглядов, искал в партии единомышленников.
Осенью 1928 года он был назначен заместителем редактора газеты «Красная звезда», в то же время продолжал оставаться кандидатом в члены ЦК ВКП(б). В 1929 году его направили уполномоченным ЦК ВКП(б) по коллективизации в Казахстан и Восточную Сибирь, где он стал свидетелем насилия, администрирования, перегибов в колхозном строительстве. Тогда же в ЦКК ВКП (б) поступила жалоба на Рютина от секретаря Усть-Удинского райкома партии Кибанова. Этой жалобе не дали хода.
16 января 1930 года Рютин опубликовал в «Красной звезде» передовую статью «Ликвидация кулачества как класса», которую в своей статье «К вопросу ликвидации кулачества как класса», напечатанную в той же газете 21 января 1930 года, Сталин назвал в целом правильной, но имеющей две неточности.
Во-первых, Рютин написал: «В восстановительный период мы проводили политику ограничения капиталистических элементов города и деревни. С началом реконструктивного периода мы перешли от политики ограничения к политике их вытеснения». Сталин указывал, что политика ограничения капиталистических элементов и политика их вытеснения — одна и та же политика, второе есть продолжение первого, так как то и другое есть ограничение эксплуататорских тенденций кулачества, о котором было сказано ещё в резолюции XIV съезда по отчету ЦК в декабре 1925 года. Вытеснение капиталистических элементов деревни направлено на отдельные отряды кулачества, не выдержавшие налогового нажима, системы ограничительных мер советской власти. «Эта политика велась у нас не только в период восстановления, но и в период реконструкции, но и в период после XV съезда (декабрь 1927 г.), но и в период XVI конференции нашей партии (апрель 1929 г.), как и после этой конференции вплоть до лета 1929 г., когда наступила у нас полоса сплошной коллективизации, когда наступил перелом в сторону политики ликвидации кулачества как класса».
Во-вторых, Сталин назвал неточным, а потому неверным тезис «Политика ликвидации кулачества как класса целиком вытекает из политики вытеснения капиталистических элементов, являясь продолжением этой политики на новом этапе». Эта политика не продолжает предыдущую, а знаменует поворот, основанный на переломе в развитии деревни с лета 1929 года, указывает Сталин. Говорить обратное — значит создавать «идеологическое укрытие для правых элементов партии, цепляющихся теперь за решения XV съезда против новой политики партии, так же, как цеплялся в свое время т. Фрумкин за решения XIV съезда против политики насаждения колхозов и совхозов».
«Нельзя вытеснить класс кулачества как класс мерами налогового и всякого иного ограничения, оставляя в руках этого класса орудия производства с правом свободного пользования землей и сохраняя в нашей практике закон о найме труда в деревне, закон об аренде, запрещение раскулачивания, — указал Сталин. — Чтобы вытеснить кулачество как класс, надо сломить в открытом бою сопротивление этого класса и лишить его производственных источников его существования и развития (свободное пользование землей, орудия производства, аренда, право найма труда и т. д.). Это и есть поворот к политике ликвидации кулачества как класса. Без этого разговоры о вытеснении кулачества, как класса, есть пустая болтовня, угодная и выгодная лишь правым уклонистам. Без этого немыслима никакая серьезная, а тем более сплошная коллективизация деревни».
В марте 1930 года Рютин был снят с должности заместителя редактора «Красной звезды» личным решением Сталина, однако получил должность с повышением: его назначили председателем правления Государственного всесоюзного кинофотообъединения «Союзкино», избрав членом Президиума ВСНХ. На этой должности он уже не мог непосредственно влиять на принятие политических решений.
В сентябре Сталин пригласил Рютина к себе на дачу в Сочи. Со стороны картина выглядела идиллично: вождь и новый начальник «важнейшего из искусств» отдыхают на берегу Черного моря. Они гуляли, беседовали и фотографировались. Однако уже в октябре последовало исключение из партии «за предательски-двурушническое поведение и попытку подпольной пропаганды право-оппортунистических взглядов» и освобождение от должности руководителя Союзкино.
20 сентября 1930 года Рютина вызвали на «опрос» в Центральную контрольную комиссию ВКП(б), где с ним беседовали члены Президиума ЦКК — Е. М. Ярославский и М. Ф. Шкирятов. Причиной было заявление члена партии с 1917 года Александра Семёновича Немова. Немов оказался сексотом ОГПУ, подосланным к Рютину специально с целью выявления и ликвидации группы рютинских единомышленников (в награду за проделанную работу он был назначен начальником 10-го Главного управления Наркомата оборонной промышленности СССР, а в мае 1937 года арестован как троцкист и расстрелян на основании показаний, которые Рютин дал против него в 1930 году).

### План Рютина по смещению Сталина
Немов сообщил о встречах с Рютиным на отдыхе в Ессентуках, на которых тот называл политику правящего ядра в ЦК партии губительной для страны, к весне 1931 года предрекал её банкротство и разоблачение «этого шулера и фокусника» Сталина. На XVI съезде «Сталин издевался над рабочими, когда говорил, что их реальная заработная плата повысилась, в то время как весь мир знает, что никогда не было такого тяжелого материального положения рабочих в СССР, как в последнее время». Сталинскую политику коллективизации он называл провалившейся. «Крестьяне в колхозы не шли, и хлеб свой не отдавали, партии не доверяли, в стране наступил финансовый крах».
Рютин назвал напрасными покаянные выступления А. И. Рыкова и М. П. Томского на XVI съезде, сообщил, что Сталин и его группа хотели, чтобы Бухарин «писал статьи покаявшегося грешника», но лидер правых передал сторонникам Рютина, что ни при каких обстоятельствах не напишет ни одной строчки. «В таких условиях работа правых сводится к тому, чтобы всюду распространять среди рабочих мысль, что бедой и несчастьем для страны является „этот фокусник и шулер“ Сталин. Эту мысль следовало крепко внедрять на предприятиях и в деревне».
Рютин рассчитывал сместить Сталина («смахнуть»), а затем расправиться с остальными его сторонниками. «Наличие в стране термидорианства является бесспорным фактом, говорил Рютин, необходимо в борьбе с генеральным секретарем объединиться с троцкистами… На вопрос Немова о том, кого же можно сейчас выбрать генеральным секретарем вместо Сталина, Рютин ответил, что никаких генеральных секретарей после устранения Сталина не будет. Во всяком случае его, Рютина, сторонники будут настаивать, чтобы партией управляли коллективно, ибо если будет генеральный секретарь, то нет гарантии, что не повторятся те же комбинации и фокусы, которые проводятся Сталиным. Состав Политбюро, утверждал Рютин, придется чаще менять, чтобы не засиживались, так как в основном нынешний его состав оторван от масс». Логика рассуждений Рютина всерьёз встревожила Сталина, и с 1934 года в советской печати его стали называть «вождём», а в официальных документах «товарищем Сталиным», как частное лицо, поскольку сместить «вождя» никаким голосованием было невозможно, как и юридически упразднить эту неформальную роль «товарища Сталина», в отличие от официальной, закреплённой нормативными документами должности генерального секретаря. Кроме того, в отличие от генерального секретаря, «вождь» не нёс никакой формальной ответственности за происходящее в стране. Попутно с принятием статуса «вождя» во всех отредактированных Сталиным текстах применительно к партии всё реже употреблялось прилагательное «коммунистическая». Слово «партия» подавалось с различными восторженно-абстрагированными эпитетами, типа «наша партия», «родная партия», «партия Ленина», «партия Ленина-Сталина». В феврале 1934 года на XVII съезде ВКП(б) должность генерального секретаря вообще была отменена. В этой связи, как полагает кандидат исторических наук А. И. Фурсов, Рютин со своими единомышленниками бросил самый серьёзный вызов Сталину среди всех внутренних оппозиционеров, причём сталинское Политбюро в этой ситуации было в завуалированной форме на стороне Рютина (его членам тоже не нравилось, что вся власть оказалась в руках Сталина). Начиная с дела Рютина, все противники Сталина стали автоматически приравниваться к «контре», а с 1932 года в рамках новой партийной чистки исключение из партии стало автоматически сопровождаться арестом и внесудебным осуждением, чаще всего к расстрелу.
Перед отъездом Рютин оставил Немову домашний адрес и просил поддерживать с ним связь в Москве, а работу по дискредитации Сталина вести только среди людей, хорошо ему известных и только с глазу на глаз. При провале решительно отказываться от всяких обвинений: при отсутствии свидетелей разговоров власти не смогут предъявить их участникам мотивированные обвинения.
На беседе в ЦКК Рютин сообщил, что «бил Немова как троцкиста», поэтому его заявление — на 99 % лживое. На очной ставке с Немовым выяснилось, что во многих вопросах тот написал правдивую информацию. Рютин обвинял Немова в троцкизме, обзывал его мерзавцем и пытался отказаться давать пояснения. Ярославский заметил, что если Рютин считает, что его шантажируют, он должен прямо об этом сказать.

### Расследование ЦКК[9]
Сталин был в бешенстве и требовал немедленной казни Рютина. Однако Политбюро, наперекор взбешённому Сталину, на какое-то время добились отмены вынесенного Сталиным смертного приговора Рютину в сентябре. В итоге вся рютинская группа была ликвидирована во внесудебном порядке «коллегией ОГПУ», поскольку, опасаясь огласки, устраивать по этому поводу показательный процесс Сталин не стал, и Рютин получил десять лет.
В своей объяснительной записке по поводу письма Немова на имя Ярославского от 21 сентября 1930 года Рютин сообщил, что заявитель его неверно понял, что с группой Бухарина он никогда не был связан, его теоретических взглядов никогда не разделял. Сталина он считал самым крупным вождем партии даже тогда, когда в 1928 году генеральный секретарь сместил его с должности секретаря бюро Краснопресненского райкома. Рютин признал, что отступил от линии партии в вопросе о темпах индустриализации и в оценке положения в деревне, однако считал, что Сталин напрасно ошельмовал его и «ловким маневром вытряхнул с партийной работы». Он считал это нечестным.
5 октября 1930 года на заседании Политбюро ЦК ВКП(б) было рассмотрено персональное дело Рютина и вынесено решение исключить его из партии «за предательски-двурушническое поведение и попытку подпольной пропаганды право-оппортунистических взглядов».
6 октября в газете «Правда» были опубликованы постановление Президиума ЦКК ВКП(б) по делу Рютина и редакционная статья, в которой говорилось: «Будучи секретарем Краснопресненского райкома, Рютин совместно с т. Углановым вел фракционную борьбу против ЦК. Он вместе со всей правой оппозицией пытался противопоставить партии и ЦК московскую организацию. Рютин вместе с т.т. Углановым и Бухариным обвинял партию в скатывании к троцкизму, …боролся против политики индустриализации, против строительства колхозов и совхозов. Они объявляли троцкизмом организуемое партией социалистическое наступление на кулачество». Московская парторганизация избавилась от правооппортунистического руководства, обещавшего под влиянием критики исправиться и активно участвовать в социалистическом строительстве. Рютин же, как оказалось потом, не исправился: «Несколько лет пребывания его в большевистской партии не сделали этого бывшего меньшевика большевиком. За спиной партии, пользуясь ее доверием, он пытался использовать трудности социалистического строительства для разложения партийцев. Он катился всё ниже со ступеньки на ступеньку. Рютин не только, как в свое время сменовеховцы, как это делают теперь многие правые, выжидал, что партия откажется от политики развернутого социалистического наступления, но он пытался вести подпольную работу против ЦК, как подлинный кулацкий агент».
В тот же день на открытом собрании парторганизации Союзкино состоялось публичное обсуждение «двурушника Рютина», на котором прозвучали и голоса в его защиту. 10 октября газета «Кино» опубликовала статью «Киноработники должны быть начеку!»:

Рютин разоблачен, но в кинематографии осталось еще немало чуждых элементов, иногда прикрывающихся маской ударничества и соцсоревнования, а на деле продолжающих делать фильмы, чуждые эпохе бурной социалистической стройки. Перед партийными, профсоюзными и общественными организациями на кинопроизводстве во всей остроте продолжает стоять вопрос о беспощадной, решительной борьбе со всеми проявлениями правого оппортунизма, с левыми загибами и примиренческим отношением к ним.

### Дело Рютина и обострение в деревне
В ноябре 1930 года в партийные организации Москвы было разослано подписанное Л. М. Кагановичем закрытое письмо Московского обкома ВКП(б), которое надлежало зачитать на закрытых заседаниях, разработать план мероприятий и в месячный срок доложить об исполнении. Письмо предупреждало об «обострении классовой борьбы и раскрытии контрреволюционных организаций», вынудившей обком провести массовую операцию по «изъятию из деревни контрреволюционного кулацкого, антисоветского актива» (около тысячи бывших помещиков, полицейских и жандармов, торговцев, священников, в том числе около 150 эсеров). В ряде районов были ликвидированы «кулацкие, повстанческие, эсеровские и террористические группировки, занимавшиеся терактами, поджогами, отравлением скота, распространением слухов о войне», в то время как троцкисты и правые уклонисты боролись против руководства партии, проявляя идейное родство с платформами Промпартии и Трудовой крестьянской партии и платформой правого уклона. В письме отмечалось, что «партия разгромила правый уклон как кулацкую агентуру в партии, причем XVI съезд признал взгляды правой оппозиции несовместимыми с принадлежностью к ВКП(б)». В качестве примера разоблачённого предателя был назван Рютин.
13 ноября 1930 года Рютин был арестован по обвинению в контрреволюционной агитации и несколько месяцев провёл в Бутырской тюрьме. В белоэмигрантских кругах стало известно, что Рютина арестовали на основании агентурных сведений о его связи с группой председателя Совнаркома РСФСР С. И. Сырцова, выступавшей против сталинских методов индустриализации.
Так как на допросах Рютин стойко отрицал свою вину, В. Р. Менжинский был вынужден обратиться к Сталину с просьбой уточнить дальнейшую судьбу Рютина, ссылаясь на то, что тот «изображает из себя невинно обиженного». «Нужно, по-моему, отпустить», — таков был ответ Сталина. 17 января 1931 года Особое совещание при ОГПУ оправдало Рютина за недоказанностью предъявленных ему обвинений.

## «Союз марксистов-ленинцев»
После освобождения работал экономистом на предприятии «Союзэлектро». В 1932 году вместе с В. Н. Каюровым, М. С. Ивановым, П. А. Галкиным, Г. Рохкиным и ещё несколькими большевиками с дореволюционным стажем организовал, точнее, провозгласил «Союз марксистов-ленинцев». В обращении «Ко всем членам ВКП(б)» (1932) Рютин писал: 

Партия и пролетарская диктатура Сталиным и его кликой заведены в невиданный тупик и переживают смертельно опасный кризис. С помощью обмана и клеветы и одурачивания партийных лиц, с помощью невероятных насилий и террора… Сталин за последние пять лет отсёк и устранил от руководства все самые лучшие, подлинно большевистские кадры партии, установил в ВКП(б) и всей стране свою личную диктатуру… Авантюристические темпы индустриализации, влекущие за собой колоссальное снижение реальной заработной платы рабочих и служащих, непосильные открытые и замаскированные налоги, инфляцию, рост цен…; авантюристическая коллективизация с помощью невероятных насилий, террора…, привели всю страну к глубочайшему кризису, чудовищному обнищанию масс и голоду как в деревне, так и городах… Ни один самый смелый и гениальный провокатор для гибели пролетарской диктатуры, для дискредитации ленинизма не мог бы придумать ничего лучшего, чем руководство Сталина и его клики…
В обширной рукописи «Сталин и кризис пролетарской диктатуры» он дал ещё более жёсткие оценки деятельности Сталина.
Рютин обращал внимание, что Сталин в своей деятельности опирается на скомпрометированных людей: 

Наши оппортунисты тоже сумели приспособиться к режиму Сталина и перекрасились в защитный цвет… Гринько, Н. Н. Попов — бывшие меньшевики, столь хорошо известные Украине, Межлаук — зам.пред. ВСНХ, бывший кадет, потом меньшевик, Серебровский — зам. пред. Наркомтяжа, бывший верный слуга капиталистов, Киров — член Политбюро, бывший кадет и редактор кадетской газеты во Владикавказе. Всё это, можно сказать, столпы сталинского режима. И все они представляют собой законченный тип оппортунистов. Эти люди приспособляются к любому режиму, к любой политической системе
Благодаря доносу одного из членов «Союза» небольшая организация Рютина была арестована ОГПУ очень скоро, уже в сентябре 1932 года, что повлекло за собой аресты многих оппозиционеров, имевших неосторожность ознакомиться с рукописью Рютина, в том числе Зиновьева, Каменева, Стэна.
Исследователь деятельности «Союза марксистов-ленинцев» к.и.н. И. А. Анфертьев отмечает по поводу провала организации Рютина: «Очевидно, что в тех условиях попытка объединить противников генсека с целью сместить его с поста руководителя партии и государства не имела перспектив <…> Участники группы были арестованы до их оформления в организацию, на стадии подготовки программных документов. У группы не было ни устава, ни программы, ни членских билетов. Не входили члены группы и в состав каких-либо антисоветских или антигосударственных организаций или тем более — террористических центров. Их деятельность была пресечена на стадии изложения намерений о желательности смены партийного и государственного руководства, а соответственно и реализуемого им политического курса».

## Арест и заключение
В сентябре 1932 года Рютин был арестован по делу «Союза марксистов-ленинцев»; на допросах держался исключительно мужественно, брал всю вину на себя: «Никаких вдохновителей за мной не стояло и не стоит. Я сам был вдохновителем организации, я стоял во главе её, я один целиком писал платформу и обращение». 11 октября 1932 года коллегия ОГПУ СССР приговорила его к 10 годам тюремного заключения по обвинению в участии в контрреволюционной организации правых. От 5 до 10 лет тюрьмы получили все соратники Рютина. Содержался сначала в Суздальском политизоляторе, затем в Верхнеуральском политизоляторе.

## Московские процессы
Летом 1936 года Рютин был возвращён в Москву в связи с готовившимися тогда Московскими процессами. Содержался во внутренней тюрьме НКВД. Однако отказался отвечать на вопросы следователя и подписывать заранее заготовленные «протоколы допросов», несмотря на жестокие пытки и обещания дать свободу. Пытался покончить с собой.

## Гибель
В 1937 году Рютин подал апелляцию. В результате 10 января 1937 года Военная коллегия Верховного Суда СССР приговорила его к смертной казни. Суд длился всего 25 минут, Рютин отказался от дачи показаний. Расстрелян в тот же день. Погребён в Донском монастыре. Вместе с ним были расстреляны также 11 ранее репрессированных его сторонников. Возможно даже, что если бы Рютин не подавал апелляции в 1937 году, то ему удалось бы «затеряться» среди узников Гулага и выжить на какое-то время, но после апелляции его сразу расстреляли, хотя не исключено, что его участь была предрешена заранее.
Жена Рютина, Евдокия Михайловна (в девичестве Константинова) умерла в 1947 году в лагере в Казахстане.
Сын Василий расстрелян в 1938 году в Лефортовской тюрьме.
Сын Виссарион — заключённый Ухтпечлага, 27 декабря 1937 расстрелян по приговору тройки при УНКВД Архангельской области. 
В 1956 и 1958 годах оставшаяся в живых дочь Рютина, Любовь Мартемьяновна, прошедшая через застенки НКВД и лагеря, подавала ходатайство о реабилитации отца. Однако Н. С. Хрущёв и его соратники, хотя и не считали оппозиционеров контрреволюционерами, были ещё не готовы признать за членами партии права на оппозицию.
Рютина полностью реабилитировали и восстановили в партии лишь в 1988 году.

## Работы
- Партия и рабочий класс. — М.: Государственное издательство, 1924.
- Госаппарат и борьба с бюрократизмом // Итоги объединённого пленума ЦК и ЦКК ВКП(б). Библиотека журнала «Спутник агитатора». — М.—Л.: Московский рабочий, 1927.
- На колени не встану. Сборник. / Сост. Б. А. Старков — М.: Политиздат, 1992.
- Сталин и кризис пролетарской диктатуры // Указ. соч. — С. 113—252.
- Из платформы «Союза марксистов-ленинцев» (группа Рютина) // Известия ЦК КПСС. 1990. № 8, 11, 12.